# 盤福社区
盤福社区（ばんふくしゃく）は、広州市越秀区六榕街道の社区。

## 交通
- 地下鉄の駅：
- バス：